# 小泉大塚古墳
小泉大塚古墳（こいずみおおつかこふん）は、奈良県大和郡山市小泉町にある古墳。形状は前方後円墳。奈良県指定史跡に指定されている。
本項目では小泉大塚古墳の東にある六道山古墳についても解説する。

## 概要
| 古墳名         | 形状       | 築造時期      | 史跡       |
| -------------- | ---------- | ------------- | ---------- |
| 小泉大塚古墳   | 前方後円墳 | 3c末-4c初頭   | 県指定     |
| 富雄丸山古墳   | 円墳       | 4c後半        | なし       |
| 郡山新木山古墳 | 前方後円墳 | 4c末-5c初頭   | 陵墓参考地 |
| 六道山古墳     | 前方後円墳 | 5c末-6c初頭   | なし       |
| 小泉東狐塚古墳 | 前方後円墳 | 6c前半-中葉   | （消滅）   |
| 割塚古墳       | 円墳       | 6c前半-中葉   | 市指定     |
| 小泉狐塚古墳   | 円墳       | 6c後半-7c初頭 | （消滅）   |
| 笹尾古墳       | 円墳       | 6c末-7c前半   | なし       |

奈良盆地北西部、矢田丘陵南東端の東北に延びる尾根の隆起部に築造された古墳である。これまでに県営団地造成によって前方部および後円部裾部が削平を受けているほか、1962年（昭和37年）に団地造成に伴う調査が、1996年（平成8年）に再調査が実施されている。
墳形は前方後円形で、前方部を西方向に向ける。後円部墳丘は2段築成。墳丘外表で葺石・埴輪は認められていない。埋葬施設は後円部中央における竪穴式石室（竪穴式石槨）で、石室主軸を墳丘主軸と直交する南北方向とする。石室内は盗掘に遭っているが、調査では銅鏡7面・鉄製品などが検出されている。
築造時期は、古墳時代前期前半の3世紀末-4世紀初頭頃と推定される。奈良盆地北西部では埋葬主体を竪穴式石室とする数少ない前期古墳であるとともに、銅鏡を大量副葬する前期古墳としては三角縁神獣鏡を含まない点で注目される古墳になる。
古墳域は1999年（平成11年）に奈良県指定史跡に指定されている。

## 遺跡歴
- 江戸時代、『大和名所図会』に迹見赤檮の墓が小泉村に所在する旨の記載。
- 1962年（昭和37年）、県営団地造成に伴う発掘調査（奈良県教育委員会、1966年に報告書刊行）[4]。
- 1996年（平成8年）、後円部の再調査（奈良県立橿原考古学研究所、1997年に報告書刊行）[4]。
- 1999年（平成11年）3月19日、奈良県指定史跡に指定[6]。

## 墳丘
墳丘の規模は次の通り。
- 墳丘長：約88メートル
- 後円部
  - 直径：約50メートル
  - 高さ：7メートル
- 前方部
  - 幅：約40メートル
  - 高さ：2メートル

ただし墳丘裾部の調査は実施されていないため、墳丘規模は必ずしも確実ではない値になる。

## 埋葬施設
埋葬施設としては後円部中央において竪穴式石室（竪穴式石槨）が構築されている。石室は上部が破壊されていたが、長さ5.5メートル、幅1.1メートル（北小口）・0.7メートル（南小口）、現存高さ1.3-1.5メートルを測る。
石室の石材には、奈良盆地の前期古墳に事例の多い大阪府芝山（柏原市付近）産の玄武岩の割石とともに、事例の少ない矢田丘陵産の片麻状花崗岩が使用される。扁平な石を小口積みすることによって構築されるが、内側に強く持ち送られており、断面は合掌形を呈する。同様の石室は大和天神山古墳（天理市）・メスリ山古墳（桜井市）でも知られる。
石室の床面にはU字形の粘土床が検出されており、割竹形木棺（非現存）の設置が認められる。石室内は盗掘に遭っているが、多くの副葬品（後述）が検出されている。

## 出土品
1962年（昭和37年）・1996年（平成8年）の発掘調査で石室内から検出された副葬品は次の通り。
- 装身具
  - 銅鏡 7以上 - 内行花文鏡、獣帯鏡、獣首鏡、画文帯神獣鏡など。
- 鉄製品
  - 鉄剣 1
  - 鉄斧 1
  - 刀子 2
  - 鑿 1
  - 鉇 1
- 壺形土器片

## 六道山古墳
六道山古墳（ろくどうやまこふん）は、奈良県大和郡山市小泉町にある古墳。形状は前方後円墳。前方部墳丘は駐車場造成の際に削平を受けているほか、1991年（平成3年）には墳丘裾部の破壊工事に伴う緊急発掘調査が実施されている。
墳形は帆立貝形に近い前方後円形で、前方部を北西方向に向ける。後円部の墳丘は2段築成。墳丘の規模は次の通り。
- 墳丘長：約100メートル
- 後円部
  - 直径：75メートル
  - 高さ：14メートル
- 前方部
  - 幅：50メートル
  - 高さ：6メートル

墳丘外表では埴輪が検出されているが、葺石は認められていない。墳丘周囲には馬蹄形のテラスが巡らされており、幅約50メートルを測る。埋葬施設は未調査のため明らかでない。また副葬品も詳らかでない。
築造時期は古墳時代中期-後期の5世紀末-6世紀初頭頃と推定される（かつては中期前半の4世紀末-5世紀前半頃と推定された）。奈良盆地北西部では最大級の大型前方後円墳であり、一帯では小泉大塚古墳とともに重要視される古墳になる。

## 文化財

### 奈良県指定文化財
- 史跡
  - 小泉大塚古墳 - 1999年（平成11年）3月19日指定[6]。

## 関連施設
- 奈良県立橿原考古学研究所附属博物館（橿原市畝傍町） - 小泉大塚古墳の出土品等を保管。

## 関連文献
（記事執筆に使用していない関連文献）
- 『小泉狐塚・大塚古墳、勢野茶臼山古墳、和爾上殿古墳（奈良県史跡名勝天然記念物調査報告 第23冊）』奈良県教育委員会、1966年。
- 『奈良県大和郡山市小泉町 六道山古墳I -第2次緊急発掘調査報告書-（大和郡山市文化財調査概要23）』大和郡山市教育委員会、1992年。 - リンクは奈良文化財研究所「全国遺跡報告総覧」。
- 奈良県立橿原考古学研究所 編『島の山古墳調査概報 -付 小泉大塚古墳調査報告-（大和の前期古墳）』学生社、1997年。